# Allylmagnesiumbromid
Allylmagnesiumbromid ist eine chemische Verbindung aus der Gruppe der metallorganischen Verbindungen. Die Verbindung kommt meist als Lösung in Diethylether in den Handel.

## Gewinnung und Darstellung
Allylmagnesiumbromid kann durch Reaktion von Allylbromid mit Magnesium gewonnen werden, wobei dieses schnell weiter zu 1,5-Hexadien reagiert.

## Verwendung
Allylmagnesiumbromid wird als Grignard-Verbindung zur Synthese anderer chemischer Verbindungen verwendet.